# Christopher Cantwell
Christopher Cantwell (Chicago, ...) è uno sceneggiatore, produttore televisivo e regista statunitense.
Attivo in campo televisivo, cinematografico e fumettistico, è conosciuto principalmente come co-creatore della serie TV Halt and Catch Fire.

## Biografia
Si trasferisce con la famiglia dalla natia Chicago a Dallas nei primi anni '80 per volontà del padre, il quale voleva perseguire la sua carriera nell'industria informatica. Riceve un'istruzione cattolica al Jesuit College Preparatory School of Dallas dal 1994 a al 1999, periodo nel quale comincia ad appassionarsi alla scrittura e crea, all'età di 16 anni, la sua prima sceneggiatura. Una volta deciso che quella sarebbe diventata la sua vera vocazione, passa una delle sue estati frequentando un campo estivo dedicato al cinema organizzato dalla Northwestern University di Chicago, per poi iscriversi, dopo il diploma conseguito nel 2000, alla USC School of Cinematic Arts.

## Carriera
Un anno dopo la laurea, nel 2005, viene ispirato dalla visione di un film di fantascienza creato da un uomo che non aveva mai nemmeno frequentato la scuola di cinema, realizzato basandosi unicamente sul personale amore dell'autore per la scienza. Così, insieme ad un gruppo di amici, dà vita al suo primo cortometraggio in qualità di regista, produttore e sceneggiatore: The Prototype. Pur ottenendo scarso successo, l'esperienza gli fornisce la spinta necessaria per continuare la carriera artistica. In seguito, pur trovandosi in ristrettezze economiche, fonda insieme agli amici una piccola casa di produzione, con la quale gira diversi video da caricare su YouTube. Essa viene poi acquistata dalla Walt Disney Company, per la quale Cantwell comincia a lavorare prima come impiegato e poi come direttore creativo. Conosce quindi la sua futura moglie, la poetessa Elizabeth, che lo incoraggia a mettersi in proprio, e Chris Rogers, con il quale comincia a scrivere Halt and Catch Fire nell'agosto del 2010. Lo script, dopo essere stato proposto a diversi network, viene acquisito dall'emittente AMC e debutta come serie nel giugno del 2014.
Grazie alla corrispondenza su Twitter con la sceneggiatrice G. Willow Wilson, nel 2017 Cantwell entra in contatto con l'editor Karen Berger, proponendole il soggetto di un fumetto da lui ideato nel 2001. Nel 2018 esordisce quindi come sceneggiatore di fumetti con la serie creator-owned She could fly, disegnata da Martin Morazzo e pubblicata dalla casa editrice Dark Horse Comics sotto l'etichetta Berger Books, curata proprio da Karen Berger. I diritti del fumetto vengono poi acquisiti dalla AMC per la realizzazione di una trasposizione televisiva.
Nel 2019, la stessa Dark Horse gli commissiona il rilancio del personaggio di The Mask, creato nel 1991 da John Arcudi e Doug Mahnke, con la miniserie The Mask: I Pledge Allegiance to the Mask! disegnata da Patric Reynolds. Contemporaneamente, la Marvel Comics lo ingaggia per scrivere la serie Doctor Doom disegnata da Salvador Larroca, con protagonista la storica nemesi dei Fantastici Quattro. Lo stesso anno dirige il suo primo lungometraggio, Un'improbabile amicizia (The Parts You Lose), con protagonisti Aaron Paul e Danny Murphy.
Nel giugno 2020 viene annunciato come nuovo sceneggiatore della testata Marvel Iron Man, in coppia con il disegnatore Cafu. Nel luglio dello stesso anno rivela, attraverso il proprio account Twitter, di essere stato assunto come co-showrunner della serie Paper Girls prodotta da Amazon Prime, tratta dall'omonimo fumetto di Brian Vaughan e Cliff Chiang.

## Vita privata
Vive nel Claremont con la moglie Elizabeth, i figli Cooper e Leo, e il cane Albee. Il 14 gennaio 2021 fa coming out come bisessuale sulla sua pagina Twitter.

## Filmografia

### Regia

#### Cortometraggi
- The Prototype (2005)
- Krantz (2009)

#### Lungometraggi
- Un'improbabile amicizia (The Parts You Lose, 2019)

#### Televisione
- Our Footloose Remake (2011)
- Halt and Catch Fire (2016-2017)

### Sceneggiatore

#### Cortometraggi
- The Prototype (2005)
- Krantz (2009)

#### Televisione
- Vicariously (2009)
- Our Footloose Remake (2011)
- Halt and Catch Fire (2014-2017)

### Produttore
- The Prototype (2005)
- Krantz (2009)
- Vicariously (2009-2010)
- Halt and Catch Fire (2015-2017)
- Lodge 49 (2018)

## Opere

### Fumetti

#### Dark Horse Comics
- She could fly (con Martin Morazzo, luglio 2018 - ottobre 2018)
- She could fly: The Lost Pilot (con Martin Morazzo, aprile 2019 - agosto 2019)
- She could fly: Fight of Flight (con Martin Morazzo, dicembre 2021)
- Berger Books Sampler #3 (con Peter Milligan, Ann Nocenti, G.Willow Wilson, David Aja, Flavia Biondi, I.N.J. Culbard, Jesús Hervas, Christian Ward, giugno 2019)
- Everything (con I.N.J. Culbard, settembre 2019 - gennaio 2020)
- The Mask: I Pledge Allegiance to the Mask! (Patric Reynolds, ottobre 2019 - gennaio 2020)

#### Marvel Comics
- War of the Realms: War Scrolls #3 (con Salvador Larroca - giugno 2019)
- Doctor Doom (con Salvador Larroca, ottobre 2019 - febbraio 2021)
- Iron Man (con Cafu, settembre 2020 - novembre 2022)
- Fantastic Four: Road Trip (con Filipe Andrade, dicembre 2020)
- The United States of Captain America (con Dale Eaglesham, agosto 2021 - dicembre 2021)
- Star Wars: Obi-Wan (con Ario Anindito, luglio 2022 - novembre 2022)
- Moon Knight: Black, White & Blood # 4 (con Alex Lins, ottobre 2022)
- Namor il Sub-Mariner: Coste Conquistate (con Pascual Ferry, dicembre 2022 - aprile 2023)
- Gold Goblin (con Lan Medina, gennaio 2023 - maggio 2023)
- Hellcat Vol. 2 (con Alex Lins, maggio 2023 - settembre 2023)
- Thanos Vol. 4 (con Luca Pizzari, gennaio 2024 - maggio 2024)

#### DC Comics
- Batman: The Brave and the Bold #1-2-3 (con Javier Rodriguez, luglio 2023 - settembre 2023)

#### Boom! Studios
- Oswald: Il Problema del Cadavere dell’Assassino (con Luca Casalguida, novembre 2021 - marzo 2022)
- Briar (con German Garcia, settembre 2022 - in corso)